# Избори за предсједника Црне Горе 2008.
Избори за предсједника Црне Горе 2008. су били редовни избори за Предсједника Црне Горе, који су одржани 6. априла 2008. године.

## Резултати
| Кандидати         | Партија                                   | Гласови | %     |
| ----------------- | ----------------------------------------- | ------- | ----- |
| Филип Вујановић   | Демократска партија социјалиста Црне Горе | 171,118 | 51,89 |
| Андрија Мандић    | Српска народна странка                    | 64,473  | 19,55 |
| Небојша Медојевић | Покрет за промјене                        | 54,874  | 16,64 |
| Срђан Милић       | Социјалистичка народна партија Црне Горе  | 39,316  | 11,92 |
| Укупно            | Укупно                                    | 329.781 | 100   |